# Крогаспе
Крогаспе (нім. Krogaspe) — громада в Німеччині, розташована в землі Шлезвіг-Гольштейн. Входить до складу району Рендсбург-Екернферде. Складова частина об'єднання громад Норторфер-Ланд.
Площа — 11,82 км2. Населення становить 429 ос. (станом на 31 грудня 2020).